# شهرستان نیو، فوکوئی
شهرستان نیو، فوکوئی (به ژاپنی: 丹生郡 Nyū-gun) یک بخش در استان فوکوئی در ژاپن است. در سال ۲۰۰۵، در این منطقه جمعیت حدود ۲۳۹۹۵ و تراکم جمعیت از ۱۵۷ نفر در هر کیلومتر مربع بوده است. مساحت کل آن ۱۵۲٫۸۳ کیلومتر مربع است.